# Sándor Szokolay
Sándor Szokolay (Kunágota. 30 de marzo de 1931 - Sopron, 8 de diciembre de 2013), fue un compositor húngaro y profesor de la Academia de Música Ferenc Liszt en Budapest.

## Biografía
Sándor Szokolay estudió en el Colegio Musical de Békés-Tarhos, antes de trabajar con Ferenc Szabó y Ferenc Farkas en la Academia de Música de Budapest. Llevó una carrera como profesor de teoría musical en las escuelas de música de Budapest de 1951 a 1957. Posteriormente, trabajó en el departamento de música del Radio Húngara de 1957 a 1961. Desde 1966 hasta su jubilación en 1994, enseñó prosodia, composición y contrapunto en la Universidad de Música Franz-Liszt..

## Principales composiciones
- Sonata para solo de violenchelo (1956)
- 2 Baladas, para coro mixto, dos pianos y percusión (1957)
- Mars du feu, oratorio (1958)
- Pequeña suite para violenchelo y piano (1959)
- Concerto para piano (1960)
- Descenso de Istar al inframundo, oratorio (1960)
- Noches de sangre, ópera (1962-1964)
- Hamlet, ópera (1966-1968)
- La Victime, oratorio-ballet (1970-1971), creada para la Ópera de Budapest en 1971
- Samson, ópera (1973)
- Concierto para orquesta (1982)
- Ecce Homo, ópera (1984)

## Premios y recompensas
- Premio Erkel (1965)
- Premio Kossuth (1966)
- Nominado al «Artista emérito» de la República popular hungaresa (1976)
- Premio Bártok-Pastory (1987)